# Осипово (Владимирская область)
Оси́пово — село в Ковровском районе Владимирской области России. Входит в Клязьминское сельское поселение.

## География
Село расположено в 9 км к востоку от Коврова.

## История
До начала XVIII века входило в состав Владимирского уезда Замосковного края Московского царства.
В конце XIX — начале XX века село являлось центром Осиповской волости Ковровского уезда. В 1859 году в деревне числилось 60 дворов, в 1905 году — 46 дворов, в 1926 году — 77 дворов.
С 1929 года село являлось центром Осиповского сельсовета Ковровского района, с 2005 года — в составе Клязьминского сельского поселения.

## Население
| 1859 | 1905 | 1926 | 2002 | 2010 | 2021 |
| ---- | ---- | ---- | ---- | ---- | ---- |
| 383  | ↘270 | ↗471 | ↘211 | ↘176 | ↗225 |

## Достопримечательности
В Осипове расположена Дмитриевская церковь. Деревянная церковь в честь святого великомученика Димитрия Солунского упоминается в начале XVII века. Каменная одноимённая церковь построена в 1803 году на средства прихожан. Придел один во имя святителя и чудотворца Николая. С 1814 года к ней приписана деревянная кладбищенская церковь во имя святого Георгия Победоносца. Георгиевская церковь закрыта решением Ивановского облисполкома от 3 марта 1935 года, а Димитриевская церковь — в 1941 году. В 1991 году Дмитриевская церковь открыта вновь.

## Известные люди
В селе Осипово родился Тимофей Осиповский — математик и мыслитель, профессор и ректор Харьковского университета. В Осипове в честь Осиповского установлена мемориальная доска.